# Újpetre
Újpetre – wieś i gmina w południowej części Węgier, w pobliżu miasta Siklós, niedaleko granicy chorwackiej. Administracyjnie Újpetre należy do powiatu Siklós, wchodzącego w skład komitatu Baranya i jest jedną z 53 gmin tego powiatu.

## Historia
Po raz pierwszy nazwa miejscowości wymieniona została w 1296.

## Zabytki
- Rzymskokatolicki kościół zbudowany w 1762.